# Skałoskakun gruboogonowy
Skałoskakun gruboogonowy (Zyzomys pedunculatus) – gatunek ssaka z podrodziny myszy (Murinae) w obrębie rodziny myszowatych (Muridae), występujący wyłącznie w środkowej części Australii.

## Taksonomia
Gatunek po raz pierwszy zgodnie z zasadami nazewnictwa binominalnego opisał w 1896 roku australijski zoolog Edgar Ravenswood Waite nadając mu nazwę Conilurus pedunculatus. Holotyp pochodził z Alice Springs, w Terytorium Północnym, w Australii, ale występowanie gatunku w tym miejscu jest podawane w wątpliwość. 
Autorzy Illustrated Checklist of the Mammals of the World uznają ten gatunek za monotypowy.

### Etymologia nazw łacińskich
- Zyzomys: etymologia niejasna, Thomas nie wyjaśnił znaczenia nazwy rodzajowej; być może od łac. zyzza „zygzak”; gr. μυς mus, μυος muos „mysz”[8].
- pedunculatus: łac. pedunculatus „z szypułką”[2].

### Nazewnictwo zwyczajowe
W wydanej w 2015 roku przez Muzeum i Instytut Zoologii Polskiej Akademii Nauk publikacji „Polskie nazewnictwo ssaków świata” gatunkowi nadano nazwę skałoskakun gruboogonowy. W Australii zwierzę nosi angielską nazwę central rock-rat, oraz aborygeńską nazwę Antina.

## Zasięg występowania
Skałoskakun gruboogonowy jest australijskim endemitem. Współcześnie zamieszkuje wyłącznie kilka odosobnionych lokalizacji w zachodnich górach Macdonella i odosobnioną górę Mt Edward. Dawniej żywe osobniki stwierdzono na terenie rezerwatu Illamurta, Haasts Bluff, Mount Liebig, Napperby Station, Karlu Karlu i The Granites na pustyni Tanami, oraz Davenport Range. Kości tych gryzoni znaleziono w osadach jaskiniowych w Parku Narodowym Uluru-Kata Tjuta, a także w Cape Range w Australii Zachodniej, co wskazuje, że w przeszłości jego zasięg sięgał przez góry Hamersley aż do wybrzeża Oceanu Indyjskiego.

## Morfologia
Długość ciała (bez ogona) 108–140 mm, długość ogona 110–140 mm, długość ucha 20–23 mm, długość tylnej stopy 25–29 mm; masa ciała 70–150 g. Skałoskakun gruboogonowy jest dość niewielkim gryzoniem. Jest krępej budowy, z charakterystycznie wysklepionym pyszczkiem. Wierzch ciała jest żółtobrązowy, spód jest kremowy. Ogon gryzonia jest gruby, owłosiony i tej samej długości co reszta ciała. Można odróżnić go od innych gatunków skałoskakunów (Zyzomys) po owłosieniu ogona i dłuższych uszach.

## Tryb życia
Skałoskakun gruboogonowy prowadzi naziemny, nocny tryb życia. Żywi się głównie nasionami, choć zjada też łodygi roślin (szczególnie w suchszych warunkach) i w niewielkiej proporcji bezkręgowce. Większość roślin, którymi się żywi, to gatunki pospolite, dla których pożary nie są dużym zagrożeniem. Kiedy populacja ma małą liczebność, skałoskakun gruboogonowy trzyma się kwarcytowych grzbietów i urwisk, które porastają trawy lub krzewy, ewentualnie także rozproszone drzewa. Kiedy liczebność wzrasta (ze względu na naturalny cykl), gryzoń obejmuje bardziej różnorodne siedliska, takie jak osypiska, wzgórza i doliny zbudowane z granitów, wapieni, kwarcytów i piaskowców, porośnięte przez tussock, niskie zarośla i otwarte lasy. Prawdopodobnie wilgotne obszary, chronione przed pożarami, stanowią istotne schronienie dla tych gryzoni w czasie, gdy opady są niskie.
Niewiele wiadomo o rozrodzie tego gatunku. Samice rodziły w niewoli od 1 do 4 młodych. W naturze młode widywano w marcu, kwietniu, lipcu i listopadzie, co wskazuje, że jeśli tylko warunki temu sprzyjają, gryzoń ten może rozmnażać się przez cały rok. Przedstawiciele innych gatunków skałoskakunów osiągają dojrzałość płciową mając 5–6 miesięcy i żyją 2–3 lata; ocenia się, że jest tak także w przypadku skałoskakuna gruboogonowego.
Gruby ogon tego gryzonia prawdopodobnie służy do magazynowania substancji odżywczych, ponadto jest wyposażony w mechanizm obronny. Jeżeli drapieżnik (np. waran) pochwyci skałoskakuna za ogon, jego skóra może łatwo zostać zerwana, co umożliwia gryzoniowi ucieczkę. Jeżeli uchwyt jest mocniejszy, skałoskakun może stracić cały ogon, zachowując życie.

## Populacja i zagrożenia
Skałoskakun gruboogonowy ma bardzo ograniczony zasięg występowania, a jego liczebność w jedynym stale monitorowanym miejscu znacząco zmalała od 1999 roku (o ponad 80%). Za najważniejsze zagrożenia uznawane są drapieżnictwo i niewłaściwe obchodzenie się z ogniem, które prowadzi do występowania pożarów i degradacji środowiska. Na gryzonie te polują zdziczałe koty, prawdopodobnie też dzikie psy i introdukowane do Australii lisy rude.
Od 1960 do 1996 roku nie zaobserwowano ani jednego osobnika tego gatunku i był on uznawany za wymarły. W latach 1996–2001 stwierdzono jego występowanie w 14 lokalizacjach, jednak w następnych latach zniknął z większości z nich. Wielkość subpopulacji które przetrwały nie jest znana, ale prawdopodobnie bardzo mała; w 2014 roku oceniano, że łącznie żyje mniej niż tysiąc dorosłych osobników. Tereny, na których żyje gatunek, w większości obejmuje Park Narodowy West MacDonnell. Międzynarodowa Unia Ochrony Przyrody obecnie uznaje skałoskakuna gruboogonowego za gatunek krytycznie zagrożony. Amerykańska ustawa o zagrożonych gatunkach uznaje go za gatunek zagrożony. Konwencja waszyngtońska (CITES) wymienia ten gatunek w załączniku I.
Dla ochrony tego zwierzęcia potrzebne jest efektywne kontrolowanie zagrożeń i reintrodukcja. W rezerwacie Alice Springs Desert Park badane są możliwości rozmnażania skałoskakunów gruboogonowych w niewoli; dotychczasowe przypadki są sporadyczne. Rząd australijski, dla ochrony między innymi tego gatunku, zamierza monitorować i tępić zdziczałe koty w górach Macdonnella, oraz ogrodzić teren Newhaven Wildlife Sanctuary o powierzchni 1000 kilometrów kwadratowych, uniemożliwiając dostęp kotom i lisom.